# Anthas
Anthas（en grec antic Ἀνθάς) era el fill de Posidó i Alcione, la filla d'Atles. Era germà d'Hiperes.
Els dos germans van fundar dues ciutats anomenades Anthea i Hiperea, i van regnar sobre aquells territoris. Després les dues ciutats es van unir i van prendre el nom de Trezè, on Anthas va regnar. i és suposadament el constructor de la ciutat d'Antheia a Beòcia i també la d'Anthedon, però d'aquesta es diu també que va ser fundada per la nimfa Anthedon. Els descendents d'Anthas van fundar colònies a Cària: Halicarnàs i Mindos. Estrabó però, diu que Halicarnàs va ser fundada pel mateix Anthas. Esteve de Bizanci anomena als habitants d'Halicarnàs, "anthèadas", descendents d'Anthas.